# Centrale à charbon d'Ensdorf
La centrale d’Ensdorf est une centrale au charbon allemande située près d’Ensdorf en Sarre. Elle a une puissance de 430 mégawatts et fonctionne à la houille. 
La première centrale sur le site d’Ensdorf est construite en 1961 par l’énergéticien VSE et affiche une puissance électrique de 120 MW. Une seconde tranche suit en 1972. Le propriétaire en est la société RWE.
La centrale dispose de deux blocs qui produisent environ 2 milliards de kWh d’électricité par an. Les cheminées de l’installation ont une hauteur de 180 mètres. L’exploitant des deux blocs de la centrale est la société VSE AG, dans laquelle RWE détient une part de 69,33 pour cent.

## Installations actuelles
Les centrales sont équipées d’un foyer à cendres fondues et étaient approvisionnées pour l’essentiel en bas produits charbonniers issus de la mine d’Ensdorf située à proximité. Elles disposent d’une autorisation pour l’incinération de farine animale, de boues d’épuration et autres combustibles de remplacement. Aujourd’hui, les centrales actuelles fonctionnent pour l’essentiel avec du charbon importé, le contrat de livraison de charbon issu de la mine d’Ensdorf pour la centrale de RWE ayant été dénoncé. Par ailleurs, il est prévu de fermer la dernière mine sarroise en 2012.

## Construction d’un double bloc à la houille
La RWE Power AG indique le 23 novembre 2006 qu’elle envisage de construire sur le site d’Ensdorf un double bloc à la houille avec une puissance électrique de 1 600 mégawatts. Des investissements d’environ deux milliards d’euros sont prévus pour sa réalisation. La mise en service était envisagée pour 2012.
Une initiative baptisée « Initiative des citoyens pour la protection du climat et de l’environnement » est créée le 23 mars 2007 contre le double bloc à la houille. Elle craint des impacts négatifs importants sur l’environnement dans toute la région. La résistance est appuyée par les organisations BUND, NABU, Greenpeace, section sarroise, Energiewende Saar e.V. et Grüne Saar.
Le syndicat des médecins sarrois, qui regroupe environ 1 700 médecins, se prononce également à l’unanimité contre le projet de RWE lors de son Assemblée début juillet 2007. Dans sa résolution, il indique que le fonctionnement en pleine charge des deux blocs prévus implique le rejet autorisé supplémentaire de 700 t de particules, 7 000 t respectivement de dioxyde de soufre, d’oxyde d’azote et de monoxyde de carbone respectivement, 1 t de mercure, ainsi que d’autres métaux toxiques et composés organiques dans l’atmosphère et, par là même, dans le milieu. De l’avis des médecins, la contamination est déjà trop élevée sur le site et dans la vallée de la Sarre. Il ne s’agit pas en Sarre de prévenir une contamination encore plus élevée, mais plutôt de réduire la contamination existante. Plus de 500 médecins rejoignent l’initiative lancée par plusieurs médecins travaillant autour du site de la centrale. 
La population vivant aux alentours du site, de mieux en mieux informée sur le projet et ses impacts, change d’avis. Ceci ressort d’une enquête téléphonique réalisée le 21 juillet 2007 par le quotidien « Saarbrücker Zeitung », édition locale de Sarrelouis. Sur les 2 400 personnes contactées par téléphone, 42 pour cent refusent le double bloc prévu, 36 pour cent se prononcent pour la construction d’un bloc de plus petite taille et seulement 22 pour cent approuvent le projet de RWE. Infratest dimap réalise fin septembre 2007, pour le « Saarländische Rundfunk » (radio sarroise), un référendum à l’échelle du Land sur la question « Construction de la nouvelle centrale d’Ensdorf ». Résultat : 52 pour cent refusent la construction de la nouvelle centrale, 42 pour cent se prononcent pour la centrale, 6 pour cent ne s'expriment pas. 
Plusieurs communes autour du site de la centrale, parmi lesquelles le chef-lieu du district Sarrelouis, prennent des décisions contre ce projet au sein de leurs conseils municipaux. Sarrelouis annonce intenter une action en justice contre une éventuelle modification du plan d’occupation des sols de la commune d’Ensdorf.

## Référendum
Pour réaliser le projet dans le cadre de la procédure juridique d’autorisation, il est nécessaire de modifier le plan d’occupation des plans existant, certaines parties de l’installation devant être construites en dehors du champ d’application de l’actuel plan d’occupation des sols. Il s’agit notamment d’une aire de manœuvre pour les bateaux transportant le charbon sur la Sarre et des dispositifs de déchargement correspondants. 
Le conseil municipal d’Ensdorf décide avec une majorité de 26 voix et une voix contre d’engager la procédure de modification du plan d’occupation des sols de la commune afin que soient remplies les conditions requises aux termes du droit relatif aux travaux de planifications. Le plan d’occupation des sols n’est cependant pas modifié. Le parti social-démocrate (SPD) au sein du conseil municipal sollicite la réalisation d’un référendum conformément au § 20b de la loi sarroise sur l’autogestion des municipalités (KSVG). Le conseil approuve cette demande, mais définit en réunion du 11 octobre 2007 un quorum de deux tiers de tous les citoyens d’Ensdorf en âge de voter. L’union chrétienne-démocrate (CDU), qui appuie le projet, dispose d’une majorité absolue de 14 voix ; elle aurait donc pu refuser le référendum et décider seule de la modification du plan d’occupation des sols. Elle déclare cependant s’en tenir à la décision des citoyens en cas de dépassement du quorum et de vote clair contre la modification du plan d’occupation des sols.
Le référendum a lieu en novembre 2007. Avec une participation de 70,19 pour cent, le quorum est dépassé. Avec 70,03 pour cent des votes valables, la majorité contre la construction de la centrale est importante. Le conseil municipal et RWE avaient annoncé respecter ce vote. Le 13 décembre 2007, le conseil municipal d’Ensdorf refuse de modifier le plan d’occupation des sols, ce qui implique l’abandon définitif du projet de construction de la nouvelle centrale. RWE retire sa demande d’autorisation déposée le 24 août dès que le conseil municipal a pris sa décision.
Cette décision est respectée sur tout le territoire allemand. C’est la première fois que le projet de construction d’une centrale à la houille échoue en Allemagne du fait d’un référendum. C'est un fait très important en regard de la construction de nouvelles centrales au charbon prévue sur l’ensemble du territoire allemand.
L'actuelle centrale continue à fonctionner.